# 小行星8525
小行星8525（英語：8525 Nielsabel）是一颗围绕太阳公转的小行星。1992年9月2日，艾瑞克·怀特·埃尔斯特在拉西拉天文台发现了此天体。
这颗小行星的绝对星等为77.3282993658645等。